# Tensión sexual no resuelta
Tension sexual no resuelta és una pel·lícula espanyola dirigida per Miguel Ángel Lamata, director de Isi & Disi, alto voltaje, entre d'altres.

## Argument
La pel·lícula conta la història d'un grup de persones relacionades entre si: Nico (Adam Jezierski) vol ficar-se al llit amb Rebeca (Amaia Salamanca), Rebeca amb Juanjo (Fele Martínez), Juanjo està enamorat de Celeste (Salomé Jiménez), Celeste està enxampada per Nardo (Miguel Ángel Muñoz), Nardo per Jazz (Norma Ruiz) i Jazz té un embolic amb Celeste. Pedro (Santiago Segura) està bastant boig i és un intrús, Edu (Joaquín Reyes) encara ho està més, Fede (Samuel Miró) és un addicte a la violència i Lucía (Pilar Rubio) guarda un secret.

## Repartiment
- Norma Ruiz com Jazz
- Fele Martínez com Juanjo
- Salomé Jiménez com Celeste
- Adam Jezierski com Nico
- Amaia Salamanca com Maria del Carmen, coneguda com a Rebeca per tenir dues beques, Re-beca
- Miguel Ángel Muñoz com Nardo
- Samuel Miró com Fede
- Joaquín Reyes com Edu
- Santiago Segura com Pedro
- Marianico el Corto com El Retaco
- Pilar Rubio com Narradora
- Mayte Navales com Begoña